# Долен хамам (Банище)
Долният хамам или Долната баня (на македонска литературна норма: Долен амам, Долна бања) е хамам, турска обществена баня, в дебърското село Банище, Република Македония.
Хамамът е разположен северно до Хотел „Банище“. Според арабския надпис намерен в Горната или Долната баня, който днес се пази в хотела, като собственик и ктитор на хамама е споменат Насъл Микущ Пъкахш син на Сюлейман, потомок на фамилията Орук заде, и годината 1213 по хиджра или 1798-1799 от Христа.
Долната баня – наречена от пътешественика Йохан Георг фон Хан в 1863 година Днешната баня за разлика от Старата (Горната) – е с квадратна основа, засводена със сляп купол на тромпи. Входът е от север и пред него са додадени съвременни сгради. На всяка страна във вътрешността има по една полукръгло засводена ниша. Осветлението става през отвор в темето на купола и малък прозоречен отвор на северозападната страна. Централно във внатрешността на помещението има квадратен басейн за къпане. Зидовете са високи около 2 m и в долната част са обложени с големи, добре обработени каменни блокове, а нагоре с по-малки, частично обработени каменни блокове. Градежът е от грубо обработени камъни. Покривът е на четири води с керемиди. Различните архитектурни решения сочат, че Долната баня е може би малко по-късна от Горната.